# Patricia Velásquez
Patricia Carola Velásquez Semprún (sinh ngày 31 tháng 1 năm 1971) là một nữ diễn viên và người mẫu người Venezuela.

## Tiểu sử
Velásquez được sinh ra ở Barquisimeto, Venezuela, là con thứ năm trong số sáu người con của gia đình. Cha cô là mestizo và mẹ cô là thành viên của người Wayuu thuộc sắc tộc Mỹ bản địa. Bố mẹ Velásquez đều là giáo viên; Cha cô cũng làm việc cho UNESCO và được giao cho các nước khác. Velásquez lớn lên cùng gia đình ở México và Pháp. Cô học trường trung học San Vicente de Paul, tốt nghiệp năm 1987.

## Sự nghiệp

### Người mẫu
Năm 1989, Velásquez tham gia cuộc thi Hoa hậu Venezuela 1989. Cô đại diện cho Peninsula de la Goajira, một trung tâm của người Wayuu, và được tôn làm Á hậu 2. Sau ba năm học kỹ sư tại trường đại học, Velásquez rời đến Milan, Ý, để theo đuổi sự nghiệp người mẫu. Cô thông thạo tiếng Anh, tiếng Tây Ban Nha, tiếng Pháp và tiếng Ý.

### Diễn viên
Từ năm 1995 đến năm 2000, Velásquez học diễn xuất ở Los Angeles và New York. Cô bắt đầu lên sàn diễn trong các show thời trang may sẵn cho các nhà thiết kế như Chanel, Chloe, John Galliano, Antonio Berardi, Bella Freud, Corinne Cobson, Claude Montana, Dolce & Gabbana và nhiều người khác. Đối với quảng cáo in, Velásquez xuất hiện trong các quảng cáo cho Chanel 's Allure, Cover Girl, Mon gió, nước hoa Verino của Roberto Verino, cũng như Victoria's Secret.
Trong sự nghiệp người mẫu của mình, Velásquez đã xuất hiện trên trang bìa của tạp chí Vogue, Bazaar và Marie Claire cùng với một số vấn đề khác của <i id="mwLg">tạp chí Thể thao</i> áo tắm <i id="mwLg">minh họa</i> hàng năm. Điều này dẫn đến một số lượng lớn các cam kết mô hình hóa hơn nữa. Cô được xếp hạng 45 trong cuộc thi Maxim Hot 100 Women năm 2001  và thứ 16 trong cuộc bình chọn "102 phụ nữ quyến rũ nhất thế giới" của tạp chí Stuff năm 2002.
Velásquez đóng vai Anck-Su-Namun trong bộ phim năm 1999 Xác ướp và phần tiếp theo năm 2001 của nó là Xác ướp trở về.